# Elecció papal de 1154
L'elecció papal de 1154 es va celebrar després de la mort del papa Anastasi IV i va acabar amb l'elecció del papa Adrià IV, l'únic anglès que ha esdevingut papa.
El papa Anastasi IV va morir el 3 de desembre de 1154 a Roma, en edat avançada. El Col·legi Cardenalici es va reunir a la Basílica de Sant Pere del Vaticà l'endemà per elegir el seu successor. El 4 de desembre de 1154 els cardenals van elegir per unanimitat el cardenal bisbe d'Albano Nicholas Breakspeare, ex legat a Escandinàvia (1152-1153). Va prendre el nom d'Adrià IV i fou coronat el 5 de desembre de 1154 a la Basílica del Vaticà. És l'únic papa anglès de la història.
Probablement hi havia 30 cardenals al Col·legi Cardenalici a principis del desembre de 1154 segons Brixius. No obstant Zenker apunta que el cardenal prevere Gregorio of S. Maria in Trastevere i el cardenal bisbe Gregorio of Sabina eren la mateixa persona i que el cardenal prevere Giovanni Paparoni of S. Lorenzo in Damaso i Jordan of S. Susanna foren exclosos perquè ambdós haurien mort abans que Anastasi IV. Tot això sembla indicar que no hi havia més de 25 participants en l'elecció.
Cinc dels electors van ser creats pel papa Innocenci II, quatre per Celestí II, cinc per Luci II i onze per Eugeni III. Almenys cinc cardenals no van participar en aquesta elecció. El cardenal Giacinto Bobone estava a Espanya en aquest moment, ja que va ser el legat del papa des de la primavera del 1154 fins al final del 1155. El cardenal Odone Bonecase era legat a França durant el 1154 i el 1155. Gerard de Namur era legat a Alemanya, i Ildebrando a la Llombardia. Abbot Rainaldo of Montecassino no residia a la Cúria Romana.